# Macrostylis quadratura
Macrostylis quadratura är en kräftdjursart som beskrevs av Yakov Avadievich Birstein 1970. Macrostylis quadratura ingår i släktet Macrostylis och familjen Macrostylidae. Inga underarter finns listade i Catalogue of Life.